# Sioux Falls Skyforce 2017-2018
La stagione 2017-18 dei Sioux Falls Skyforce fu la 12ª nella NBA D-League per la franchigia.
I Sioux Falls Skyforce arrivarono secondi nella Midwest Division con un record di 25-25, non qualificandosi per i play-off.

## Roster
| N° | Naz.                   | Ruolo | Sportivo        | Anno | Alt. | Peso |
| -- | ---------------------- | ----- | --------------- | ---- | ---- | ---- |
| 0  | Stati Uniti (bandiera) | G     | Brianté Weber   | 1992 | 188  | 75   |
| 1  | Nigeria (bandiera)     | GA    | Ike Nwamu       | 1993 | 196  | 95   |
| 2  | Stati Uniti (bandiera) | GA    | Derrick Jones   | 1997 | 201  | 91   |
| 2  | Stati Uniti (bandiera) | A     | Erik McCree     | 1993 | 203  | 102  |
| 3  | Stati Uniti (bandiera) | G     | Larry Drew      | 1990 | 188  | 82   |
| 4  | Stati Uniti (bandiera) | G     | Seth Allen      | 1994 | 185  | 88   |
| 5  | Stati Uniti (bandiera) | G     | Torrey Craig    | 1990 | 198  | 98   |
| 5  | Stati Uniti (bandiera) | G     | Bubu Palo       | 1991 | 185  | 79   |
| 6  | Stati Uniti (bandiera) | G     | Matt Williams   | 1993 | 196  | 95   |
| 8  | Stati Uniti (bandiera) | G     | Bubu Palo       | 1991 | 185  | 79   |
| 10 | Stati Uniti (bandiera) | G     | Derrick Walton  | 1995 | 185  | 84   |
| 12 | Stati Uniti (bandiera) | A     | Kadeem Jack     | 1992 | 206  | 107  |
| 13 | Stati Uniti (bandiera) | G     | Jalen Bradley   | 1993 | 185  | 82   |
| 14 | Stati Uniti (bandiera) | G     | Alonzo Gee      | 1987 | 198  | 100  |
| 15 | Stati Uniti (bandiera) | A     | Kris Jenkins    | 1993 | 198  | 107  |
| 15 | Stati Uniti (bandiera) | G     | Tony Mitchell   | 1989 | 198  | 98   |
| 16 | Stati Uniti (bandiera) | A     | Ishmael Hollis  | 1992 | 203  | 95   |
| 17 | Stati Uniti (bandiera) | GA    | Rodney McGruder | 1991 | 193  | 91   |
| 19 | Stati Uniti (bandiera) | G     | Geron Johnson   | 1992 | 191  | 91   |
| 20 | Stati Uniti (bandiera) | A     | Kadeem Jack     | 1992 | 206  | 107  |
| 22 | Stati Uniti (bandiera) | C     | A.J. Hammons    | 1992 | 213  | 113  |
| 23 | Stati Uniti (bandiera) | G     | Bubu Palo       | 1991 | 185  | 79   |
| 23 | Stati Uniti (bandiera) | G     | Rodney Pryor    | 1992 | 196  | 93   |
| 33 | Stati Uniti (bandiera) | G     | Alonzo Gee      | 1987 | 198  | 100  |
| 34 | Stati Uniti (bandiera) | C     | Jimmie Taylor   | 1995 | 208  | 113  |
| 35 | Stati Uniti (bandiera) | A     | Kris Jenkins    | 1993 | 198  | 107  |

## Staff tecnico
- Allenatore: Nevada Smith
- Vice-allenatori: Anthony Carter, Kasib Powell